# Kumuch
Kumuch (russisch Кумух; lakisch Лак, offiziell Гъумук) ist ein Dorf (selo) in der Republik Dagestan in Russland mit 1930 Einwohnern (Stand 14. Oktober 2010).

## Geographie
Der Ort liegt knapp 100 km Luftlinie südsüdwestlich der Republikhauptstadt Machatschkala im östlichen Teil des Großen Kaukasus. Er befindet sich am linken Ufer des Kasikumuchskoje Koisu, eines rechten Nebenflusses des Karakoisu.
Kumuch ist Verwaltungszentrum des Rajons Lakski sowie Sitz der Landgemeinde (selskoje posselenije) Kumuchski selsowet. Der Ort ist fast ausschließlich von Laken bewohnt. Zur Gemeinde gehören außerdem die Dörfer Diltschu und Ubra (1,5 km nordwestlich). Diltschu liegt gut 110 km nordnordöstlich auf dem Territorium des Kumtorkalinski rajon, 15 km nördlich des Zentrums von Machatschkala an der Küste des Kaspischen Meeres, und ist von aus Kumuch stammenden Laken bewohnt.

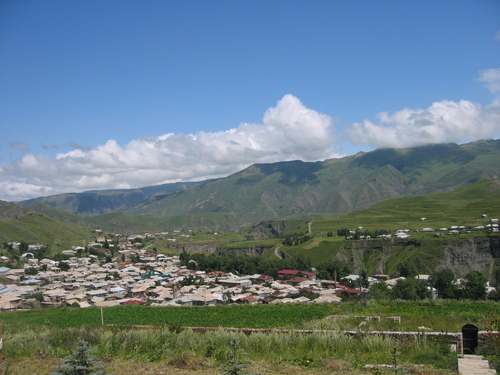
Kumuch
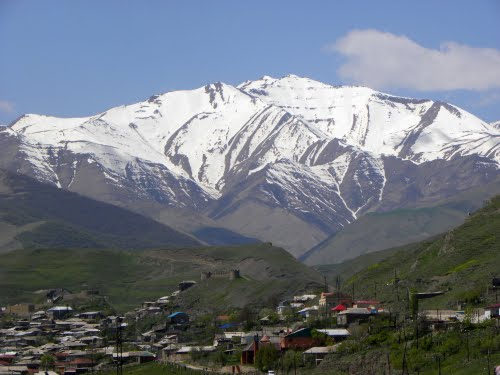
Blick über Kumuch auf den Djultydag (4127 m)
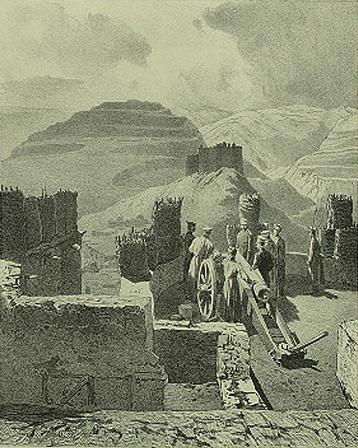
Fort von Kasi-Kumuch im Kaukasuskrieg (1840er-Jahre)

## Geschichte
Das Dorf im Zentrum des lakischen Siedlungsgebietes ist in der Überlieferung identisch mit einer Festung Lak im gleichnamigen Fürstentum und wird daher von den Laken bis heute so bezeichnet. Erstmals wurde es im 6. Jahrhundert als Ort Kumuk im äußersten Norden des Sassanidenreiches erwähnt. Ab dem 13. Jahrhundert wurde der Ort als Gasi-Kumuk oder Kasi-Kumuk, später in der russischen Form als Kasi-Kumuch oder Kasikumuch bezeichnet. In dieser Zeit war der Ort Sitz der Schamchale, ab 1642 des Khanats Kasi-Kumuch.
Während des Kaukasuskrieges wurde Kasi-Kumuch 1820 von russischen Truppen erobert, und das Gebiet an das Russische Reich angeschlossen. Nach der Bildung der Oblast Dagestan 1860 wurde der Ort Verwaltungssitz des Okrugs Kasikumuch. Nach Bildung der Dagestanischen ASSR wurde der Abschnitt 1922 in Lakischer Abschnitt (Lakski utschastok) umbenannt und 1928 in einen gleichnamigen Kanton umgewandelt; der Verwaltungssitz befand sich immer in Kumuch. Der Kanton wurde am 29. März 1935 in den Lakski rajon mit Sitz in Kumuch und dem Kulinski rajon mit späterem Sitz in Watschi geteilt.

### Bevölkerungsentwicklung
| Jahr | Einwohner |
| ---- | --------- |
| 1897 | 621       |
| 1939 | 2386      |
| 1959 | 1981      |
| 1970 | 2088      |
| 1979 | 1869      |
| 1989 | 1965      |
| 2002 | 2483      |
| 2010 | 1930      |

Anmerkung: Volkszählungsdaten

## Verkehr
Das Dorf liegt an der Regionalstraße 82K-009, die in Sowetskoje von  der föderalen Fernstraße R217 Kawkas (ehemals M29, Teil der Europastraße 119) abzweigt und im zentralen Gebirgsteil der Republik über die Rajonzentren Kassumkent, Chiw, Tpig und Watschi kommend von Kumuch weiter über Gergebil verläuft. Über die Berge in das nordwestlich benachbarte Rajonzentrum Gunib im Tal des Karakoisu führt die in Kumuch abzweigende 82N-007.